# Midibus
Midibus je avtobus, ki je večji kot minibus, vendar pa manjši kot konvencionalni (50-sedežni) avtobus. Po navadi so dolgi med 8-11 metrov.

## Primeri
- Autosan Sancity 9 LE
- Albion Nimbus
- Bedford VAS
- Bedford JJL
- Bristol SU - 1960-6
- Dennis Domino
- Dennis Dart
- Dennis/Transbus/Alexander Dennis Dart SLF
- Alexander Dennis Enviro200 Dart
- ElDorado EZ Rider II MAX/BRT
- FAP A-402
- Hino Melpha
- Hino Rainbow
- Heuliez GX117
- Heuliez GX127
- Ikarus 405
- Ikarbus ik-107
- Irisbus Citelis 10
- Isuzu Erga Mio
- Isuzu Gala Mio
- Isuzu Journey-K
- Kravtex Credo EN9,5
- Leyland Swift
- MAN 14.220
- MAN 14.240
- MAN Lion's City (Midi)
- MAZ-206
- MAZ-256
- MCW Metrorider
- Marshall Minibus
- Mercedes-Benz O520 Cito
- Mercedes-Benz O530K (Citaro K)
- Mitsubishi Fuso Aero Midi MJ/MK/Aero Midi-S
- New Flyer Industries D30LF / 35LF
- Nissan Diesel Space Runner JP
- Nissan Diesel Space Runner RM
- Optare Excel
- Optare MetroRider
- Optare Solo
- Optare Versa
- Optima Opus
- PAZ-3237
- PAZ-4230
- Scania OmniTown
- SOR CN 8.5
- VDL SB120
- VDL SB180
- Volvo B6/B6LE
- Volvo B6BLE
- Wright StreetLite